# Distrito de Lambrama
El Distrito de Lambrama es uno de los nueve distritos de la Provincia de Abancay  ubicada en el departamento de Apurímac, bajo la administración del Gobierno regional de Apurímac, en el sur del Perú.
Desde el punto de vista jerárquico de la Iglesia católica forma parte de la Diócesis de Abancay la cual, a su vez, pertenece a la Arquidiócesis de Cusco.

## Historia
El distrito fue creado mediante Ley del 23 de agosto de 1838, en el gobierno de Luis José de Orbegoso.
Lleva este nombre de Lambrama por no saber pronunciar los españoles como "ranrama" el cual en español significa lugar de piedras menudas, hoy en día su nombre oficial es Lambrama y en quechua Ranrama.
- Lambrama y sus medicinas, fue el Médico Leoncio Yupanqui Chipana, combatió la enfermedad del ámbito Jurisdiccional de Lambrama y el tahuantinsuyo, innato de sus creatividades de su vivencia real.

## Geografía
Ubicado en los 13º 52' 32" latitud sur y 72º 46' 19" latitud oeste, a 3.111 m s. n. m., tiene una superficie de 521,62 km² y una población de 3 973 habitantes según base de datos del MVCS del 2019.

### Localidades
- Caype

## Autoridades

### Municipales
ALCALDE: HILARIO SALDIVAR TAIPE (desde 01/01/2019)
- Otros Alcaldes:
  - Alcalde: PEREZ KARI VICTOR RAUL (2015-2018)
  - Alcalde: Carlos Vidal Flores Chipana (2011-2014)
  - Alcalde: Hilario Saldivar Taipe (2007-2010)
  - Alcalde: Eloy Guillermo Gamarra Pereyra (1993-1995)

## Festividades
- Julio: Santa Isabel.
- Septiembre: Señor de la Exaltación.
- Diciembre: Niño Jesús.